# Зайцев, Иван Георгиевич
Иван Георгиевич Зайцев (род. 15 июля 1944) — советский борец классического стиля, чемпион СССР 1968 и 1969 годов, мастер спорта СССР международного класса (1967). Увлёкся борьбой в 1958 году. В 1963 году выполнил норматив мастера спорта СССР. Участвовал в десяти чемпионатах СССР (1965-1974). Победитель международных турниров.

## Спортивные результаты
- Чемпионат СССР по классической борьбе 1968 года — ;
- Чемпионат СССР по классической борьбе 1969 года — ;